# Liste der Bodendenkmäler in Hersbruck
Auf dieser Seite sind die Bodendenkmäler in der mittelfränkischen Stadt Hersbruck zusammengestellt. Diese Tabelle ist eine Teilliste der Liste der Bodendenkmäler in Bayern. Grundlage ist die Bayerische Denkmalliste, die auf Basis des Bayerischen Denkmalschutzgesetzes vom 1. Oktober 1973 erstmals erstellt wurde und seither durch das Bayerische Landesamt für Denkmalpflege geführt wird. Die folgenden Angaben ersetzen nicht die rechtsverbindliche Auskunft der Denkmalschutzbehörde.

Mit dem Stand vom 13. Oktober 2018 sind 11 Bodendenkmäler von Hersbruck in der Bayerischen Denkmalliste eingetragen.

## Liste der Bodendenkmäler
| Lage                             | Objekt                                                                                                   | Akten-Nr.     | Bild           |
| -------------------------------- | --- | ------------- | -------------- |
| Hersbruck (Standort)             | Amtsgericht Hersbruck Mittelalterliche Burg                                                              | D-5-6434-0017 | weitere Bilder |
| Hersbruck (Standort)             | Grabhügel der Hallstattzeit                                                                              | D-5-6434-0022 |                |
| Hersbruck (Standort)             | Siedlung vorgeschichtlicher Zeitstellung und mittelalterlicher Burgstall                                 | D-5-6434-0023 | weitere Bilder |
| Hersbruck (Standort)             | Mittelalterliche und frühneuzeitliche Befunde im Bereich der Evang.-Luth. Pfarrkirche St. Maria          | D-5-6434-0204 | weitere Bilder |
| Hersbruck (Standort)             | Spätmittelalterliche und frühneuzeitliche Befunde im Bereich der Evang.-Luth. Spitalkirche St. Elisabeth | D-5-6434-0205 | weitere Bilder |
| Hersbruck (Standort)             | Mittelalterliche Stadtbefestigung von Hersbruck                                                          | D-5-6434-0206 | weitere Bilder |
| Hersbruck (Standort)             | Befestigte mittelalterliche und frühneuzeitliche Altstadt von Hersbruck                                  | D-5-6434-0207 | D-5-6434-0207  |
| Hersbruck (Standort)             | Grabhügel vorgeschichtlicher Zeitstellung                                                                | D-5-6434-0211 |                |
| Hersbruck (Standort)             | Siedlung der Michelsberger Kultur und Brandgräber der Urnenfelder- und Hallstattzeit                     | D-5-6434-0212 |                |
| Hersbruck (Standort)             | Spätmittelalterliche und frühneuzeitliche Befunde im Bereich der Evang.-Luth. Filialkirche St. Thomas    | D-5-6434-0213 | weitere Bilder |
| Henfenfeld, Hersbruck (Standort) | Siedlung vorgeschichtlicher Zeitstellung                                                                 | D-5-6534-0063 |                |